# خلیج آرابات
خلیج آرابات (اوکراینی: Арабатська затока) یک خلیج در دریای آزوف و شبه‌جزیره کریمه است.